# 马恩河畔巴亚尔
马恩河畔巴亚尔（法語：Bayard-sur-Marne，法語發音：[bajaʁ syʁ maʁn]）是法国上马恩省的一个市镇，位于该省北部，属于圣迪济耶区。

## 地理
马恩河畔巴亚尔（48°33'15"N, 5°4'36"E）面积15.39 平方千米，位于法国大東部大區上马恩省，该省份为法国东北部内陆省份，北起马恩省和默兹省，西接奥布省，西南接科多尔省，东南接上索恩省，东临孚日省。
与马恩河畔巴亚尔接壤的市镇（或旧市镇、城区）包括：舍维永、厄尔维尔-比安维尔、马恩河畔丰泰内、纳尔西、马恩河畔拉什库尔、特鲁瓦方丹拉维尔。

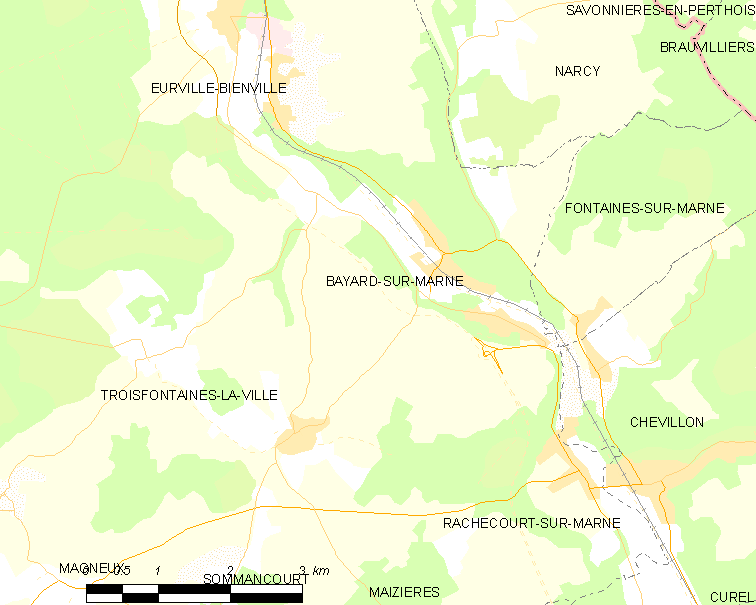
马恩河畔巴亚尔的OSM定位图

马恩河畔巴亚尔的时区为UTC+01:00、UTC+02:00（夏令时）。

## 行政
马恩河畔巴亚尔的邮政编码为52170，INSEE市镇编码为52265。

## 政治
马恩河畔巴亚尔所属的省级选区为厄尔维尔-比安维尔县。

## 人口

1962-2008年间马恩河畔巴亚尔人口变化图示

马恩河畔巴亚尔于2022年1月1日时的人口数量为1269人。